# Mesobracon usambarensis
Mesobracon usambarensis är en stekelart som beskrevs av Josef Fahringer 1928. Mesobracon usambarensis ingår i släktet Mesobracon och familjen bracksteklar. Inga underarter finns listade i Catalogue of Life.